# Hot (Avril Lavigne-dal)
A Hot Avril Lavigne kanadai énekesnő harmadik kislemeze The Best Damn Thing című albumáról. A dalt írta Lavigne és Evan Taubenfeld. Producere Dr. Luke volt. A dalt előadta a 2007 MTV European Music Awards-on és még ebben az évben július 6-án a Friday Nights Project-ben. Játszották a harmadik évad negyedik epizódjában az MTV The Hills című műsorában. Egy japán változata is megjelent Japánban csengőhangként. Kínában mandarin nyelven jelent meg. A videóklipjét több mint 30 millióan látták a YouTube videómegosztó portálon.

## Kritikák
Chris Willman az Entertainment Weekly-től azt nyilatkozta, hogy "hallgatva a Hot refrénjét, olyan, mintha kisimítaná a Let Go-t, és olyan érzése van az embernek, hogy, mintha Avril nem vált volna meg a The Matrix-tól". Hasonlóan vélekedett Darryl Sterdamn a JAM!-tól. A dal pozitív visszajelzéseket kapott, és azt mondták a számról, hogy "régi stílusú Avril".

## Lírai tartalom
Lavigne írta a „Hot”-ról, hogy egy ütemtempójú szerelmes dal. A dal arról szól, hogy egy srác Lavigne érzéseit forróvá teszi. A versek arról szólnak, hogy mit tesznek együtt, a refrénben pedig arról énekel, hogy érzi magát.

## Kislemezek
A japán és az ausztrál maxi változat tartalmazza
1. Hot
2. When You're Gone [Acoustic Version]
3. Girlfriend [Dr. Luke Remix] (featuring Lil' Mama)

A brit változat tartalmazza
1. Hot
2. I Can Do Better [Acoustic Version]

## A dal ranglistákon betöltött pozíciója
| Ranglista (2007)                     | Helyezés |
| ------------------------------------ | -------- |
| Ausztrália, ARIA Singles Chart       | 28       |
| Kanada, Canadian Hot 100             | 10       |
| Nagy Britannia, UK Singles Chart     | 30       |
| Japán, Osaka Hot 100                 | 76       |
| Új-Zéland, New Zealand Top 40        | 30       |
| Franciaország, France Hot 100        | 84       |
| Európa, Europe Top 200               | 78       |
| U.S Billboard Hot 100                | 95       |
| U.S Billboard Pop 100                | 64       |
| Németország, Germany Singles Top 100 | 26       |
| Svájc, Singles Chart                 | 75       |
| Ausztria, Singles Chart              | 19       |
| Lengyelország, TOP 50                | 41       |
| Írország, Ireland Singles Chart      | 19       |
| Fülöp-Szigetek, Singles Chart        | 3        |
| Svédország, Singles Top 60           | 53       |